# Militärisches Zeremoniell

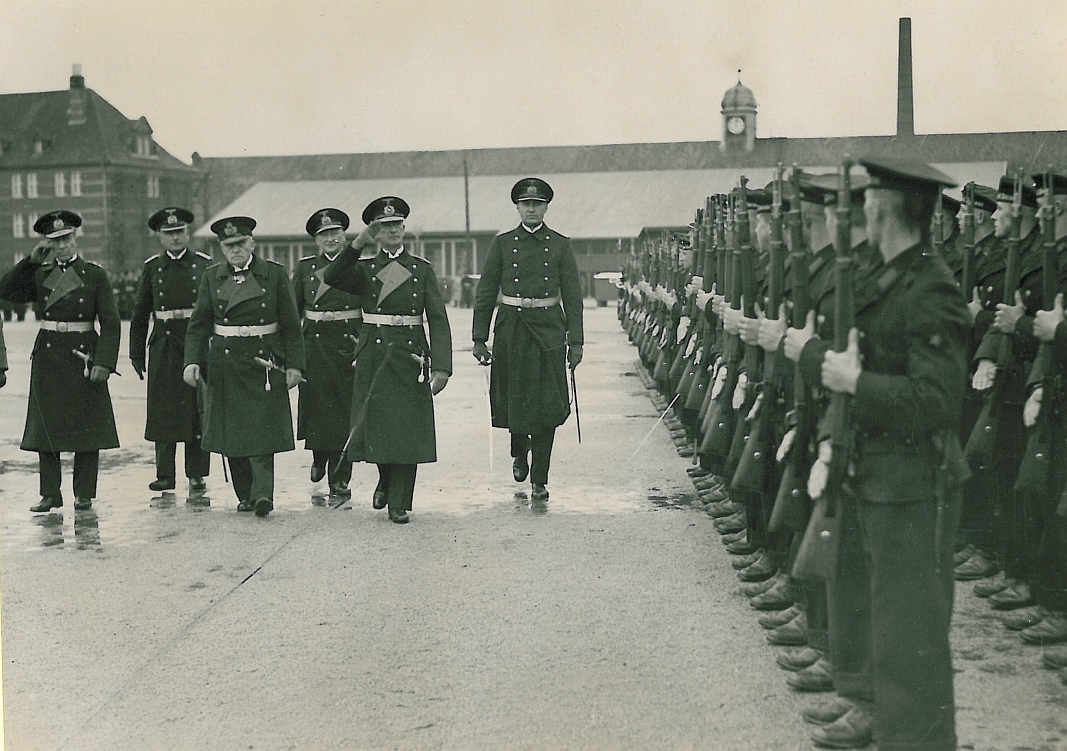
Abschreiten der Front (1937)

Militärisches Zeremoniell bezeichnet den zeremoniellen Auftritt uniformierter Militärs zu festgelegten Anlässen.

## Ursprünge
Im militärischen Zeremoniell tritt der jeweilige Staat vor seinen Bürgern bzw. Repräsentanten und Bürgern anderer Staaten in feierlicher Form mit seinen Streitkräfte auf. Die militärischen Staatsrituale in ihrer heutigen Form sind erst gemeinsam mit der modernen Staatlichkeit und dem modernen Militär entstanden, die Triumphzüge der römischen Legionen stellen vergleichbare Vorgänger dar. Bereits in der Antike verfügte das römische Heer über ein organisiertes Militärmusikwesen, das im Kampf für das Übermitteln von Befehlen und Signalen zuständig war, aber auch eine integrative und identitätsstiftende Rolle spielte bis hin zu feierlichem Auftritten wie dem Abspielen des Classicums zu Ehren eines Feldherren vor angetretener Truppe – einem frühen Vorläufer des heutigen Großen Zapfenstreiches.

In Mittelalter und Neuzeit nahm die Bedeutung von Militärmusik und Zeremoniell stetig zu. In Preußen entstand ab 1730 mit Einführung des Gleichschrittes der Militärmarsch mit Musikbegleitung, das Abschreiten der Front als Form der Truppeninspektion und das Trauerzeremoniell, ab 1817 erstmals die Festlegung bestimmter Musikstücke (Armeemarschsammlung) als zeremonielle Begleitung.
Mit den Befreiungskriegen entstanden in Deutschland im 19. Jahrhundert feste Formen von Parade, Wachparade und Großem Zapfenstreich als Feier und Ausdruck der Verbundenheit zwischen Volk und Armee. Am Beginn des 20. Jahrhunderts führte die Kaiserliche Marine die bis heute gefeierte Flaggenparade ein.

## Verschiedene Typen von militärischem Zeremoniell
Die teilweise spektakulären militärischen Zeremonien haben einen hohen Öffentlichkeitswert, sind auf die Teilnahme der Zuschauer und auf die große, erhebende Geste angelegt, sprechen zum Gefühl und zum Auge, was in neuerer Zeit durch die Massenmedien besonders verstärkt wird. Jede dieser Formen enthält selbst alle wesentlichen Merkmale eines militärischen Zeremoniells. Die spezifische Wirkung jeder dieser Formen beruht allerdings auf der besonderen Bedeutung bzw. Ausprägung je bestimmter Merkmale.

### Protokollarische Empfänge
Jeder Staatsgast wird mit militärischen Ehren empfangen und verabschiedet. Bei der öffentlichen Darstellung des Treffens mit Staatsgästen bilden die Ehrenformationen den Rahmen. Der militärische Staatsempfang ist eine protokollarische Zeremonie, bei der nicht nur gegenseitiger Respekt, sondern auch die jeweilige Souveränität – symbolisch repräsentiert durch Ehrenformationen und militärische Musikkapellen, die die Nationalhymnen abspielen – demonstriert werden. In diesem Rahmen wird beispielsweise auch die Flaggenparade durchgeführt.

### Ehren- und Trauerfeiern
- Besondere Persönlichkeiten der hohen Staatspolitik bekommen bei besonderen (nationalen oder internationalen) Anlässen an ihrer Residenz eine Wache. Je nach Bedeutung der Persönlichkeit und des Anlasses stehen zwei bis viele Soldaten gut sichtbar, aber nur mit nebensächlichem Schutzauftrag, z. B. vor dem Haupteingang. Eine solche Wache hat ausschließlich die Funktion der Ehrerbietung.
- Daneben erhalten Menschen, die sich im Laufe ihres Lebens besonders um den Staat verdient gemacht haben – beispielsweise indem sie erfolgreich Staatspolitik betrieben haben oder indem sie als Soldaten im Einsatz für den Staat fielen – ein Staatsbegräbnis mit Militärbeteiligung.
- An bestimmten Jahrestagen und zu bestimmten wiederkehrenden Anlässen finden Kranzniederlegungen statt. Die Geschichte des Ortes und des Datums etwa in Form der gehaltenen Reden oder der den Gedenktag umrankenden öffentlichen Diskussionen stehen dabei im Mittelpunkt.

## Besonderheiten verschiedener Nationen

### Deutschland
Militärisches Zeremoniell spielt heute in Deutschland aus historischen Gründen eine im Vergleich zu anderen Staaten bescheidenere Rolle. Insbesondere auf Militärparaden wurde weitgehend verzichtet bzw. sie finden unter der Bezeichnung Vorbeimarsch statt. Für Bundeskanzler Konrad Adenauer wurde beispielsweise auf dem Fliegerhorst Wunstorf die Abschiedsparade durchgeführt.  Bundeskanzler Kohl nahm an der Seite des Verteidigungsministers Manfred Wörner einen Vorbeimarsch der Panzerbrigade 3 ab. An den Militärparaden zum 14. Juli in Paris nimmt die Bundeswehr mit starken Abordnungen teil.
In den meisten militärischen Zeremonien für Staatsgäste spielt das Wachbataillon beim Bundesministerium der Verteidigung als speziell im Formaldienst ausgebildete Truppe eine zentrale Rolle.
Zum Zeremoniell von Vereidigungs- und Gelöbnisappellen gehörte in der Regel eine Paradeaufstellung und der Einmarsch eines Musikkorps.
Gleiches gilt für Kommandoübergaben. Dabei hat das jeweilige Datum jedoch keine Bedeutung für den tatsächlichen Amtswechsel, da hierfür nur die Daten der Versetzungsverfügungen relevant sind.
Der Große Zapfenstreich, eine mit musikalischen und religiösen Elementen versehene Militärfeierlichkeit zu ganz besonderen staatlichen oder militärischen Anlässen, geht in seiner heutigen Form auf den preußischen König Friedrich Wilhelm III. zurück.
In der DDR wurde der Große Zapfenstreich der Nationalen Volksarmee praktiziert.

### Österreich
Die Angelobung erfolgt in Österreichs Bundesheer. Traditionell wird die Angelobung von Truppenteilen am Nationalfeiertag, dem 26. Oktober am Wiener Heldenplatz im Rahmen einer Truppenschau durchgeführt und endet mit der österreichischen Form des Großen Zapfenstreich.

### Schweiz
In der Schweiz wird zu Staatsbesuchen und anderen protokollarischen Anlässen der Schweizer Fahnenmarsch gespielt.

### Vereinigtes Königreich
Trooping the Colour bezeichnet die alljährliche Militärparade am zweiten Sonnabend im Juni zu Ehren des Geburtstages der britischen Könige und Königinnen.

### Vereinigte Staaten von Amerika
Eine besondere Zeremonie der US-Luftwaffe ist die Missing Man Formation, mit der der Verlust eines Piloten angezeigt wird. Die bekannte Steubenparade hingegen wird privat veranstaltet und nicht dem militärischen Zeremoniell zugerechnet.